# Temple por inducción
Temple por inducción, el templado por inducción consiste en exponer la pieza de acero a un campo magnético alterno, el cual penetra el calor superficialmente (efecto pelicular).
Cuanto menor es la frecuencia de trabajo, mayor es la penetración sobre la pieza. La energía del campo magnético se transforma en calor (efectos de histéresis y corrientes de Foucault sobre materiales ferromagnéticos), aumentando la temperatura de la superficie de la pieza hasta llegar en pocos segundos a la temperatura de templado (900 °C aprox.).
Cuando sobrepasa determinada temperatura (Temperatura de Curie) el material pierde las propiedades ferromagnéticas y deja en gran medida la producción de calor.
Llegado a este punto se elimina el campo magnético y se enfría la pieza de diversas maneras (corrientes de aire, agua, soluciones acuosas, aceite, y otros) controlando de esta manera la velocidad de enfriamiento. A mayores velocidades se obtienen mayores durezas.